# Колония-Эмилиано-Сапата
Колония-Эмилиано-Сапата (исп. Colonia Emiliano Zapata) — посёлок в Мексике, штат Наярит, входит в состав муниципалитета Сантьяго-Искуинтла. Население 1255 человек.